# Bururupsvogel
De bururupsvogel (Coracina fortis) is een rupsvogel die  endemisch is op Buru, een eiland in de Molukken (Indonesië).

## Verspreiding en leefgebied
De bururupsvogel is een vogel van zowel laagland- als berglandmoesonbos tot een hoogte van 1500 m boven de zeespiegel.

## Status
In de jaren 1920 was het een onopvallende, maar niet ongewone vogel op Buru (toen nog Boeroe). In 1989 werd de vogel nog zelden gezien en was een schatting van de totale populatie onmogelijk geworden. Halverwege de jaren 1990 waren er nog maar drie gebieden waar in totaal 14 vogels werden waargenomen. De vogel komt voor in bossen die al zijn aangetast, zodat de indruk bestaat dat het leefgebied van de vogel verder geen grote veranderingen meer zal ondergaan. Bij afwezigheid van bewijzen van het tegendeel, gaat de IUCN ervan uit dat het voortbestaan van de soort niet in gevaar is. De bururupsvogel staat als gevoelig op de Rode Lijst van de IUCN.